# Gmina Sigtuna
Gmina Sigtuna (szw. Sigtuna kommun) – gmina w Szwecji, w regionie Sztokholm, z siedzibą w Märsta.
Pod względem zaludnienia Sigtuna jest 65. gminą w Szwecji. Zamieszkuje ją 36 322 osób, z czego 50,14% to kobiety (18 212) i 49,86% to mężczyźni (18 110). W gminie zameldowanych jest 3225 cudzoziemców. Na każdy kilometr kwadratowy przypada 111,08 mieszkańca. Pod względem wielkości gmina zajmuje 222. miejsce.